# ヒメアジサシ

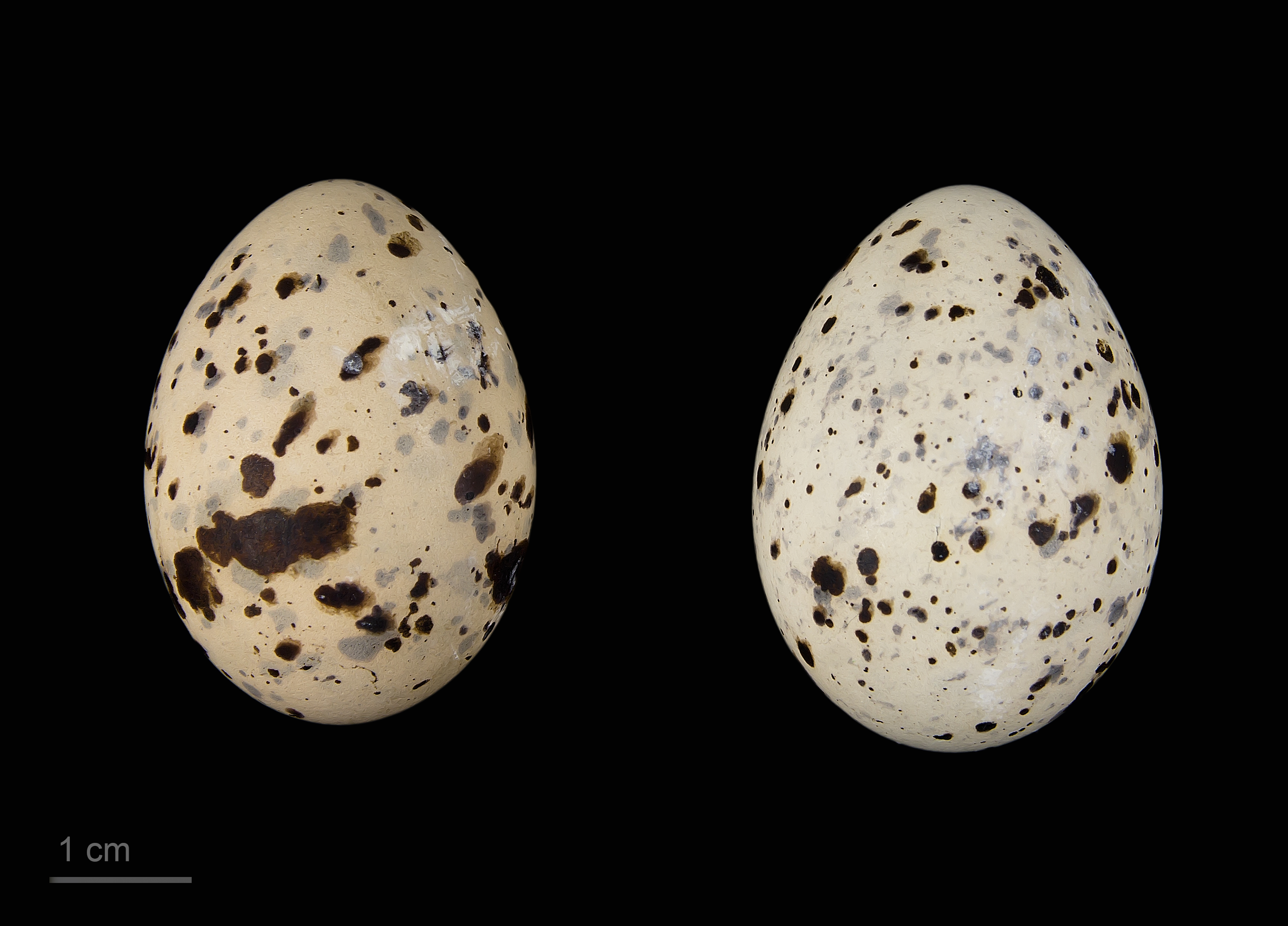
Sternula nereis

ヒメアジサシ（姫鯵刺、Sterna nereis）は、チドリ目カモメ科アジサシ属に分類される鳥類。

## 分布
- S. s. davisae

ニュージーランド（北島）
- S. s. exul

フランス（ニューカレドニア）
- S. s. nereis

オーストラリア（タスマニア州、西オーストラリア州、ビクトリア州、南オーストラリア州）

## 形態
全長22-27cm。翼開張45-50cm。
夏羽は胴体上面や翼は灰色、下面や尾羽は白い羽毛で覆われる。顔は白、頭頂から後頭にかけては黒い羽毛で覆われる。嘴の色彩は黄色で、後肢の色彩はオレンジがかった黄色。冬羽は頭頂から後頭にかけては黒い羽毛で覆われ、嘴や後肢の色彩が黒ずむ。

## 分類
- Sterna nereis davisae
- Sterna nereis exul
- Sterna nereis nereis　(Gould, 1843)

## 生態
海岸に生息する。
食性は動物食で、魚類、甲殻類などを食べる。飛翔しながら獲物を探し、獲物を見つけると停空飛翔して狙いを定め水中に急降下して獲物を捕食する。
繁殖形態は卵生。基亜種は集団繁殖地（コロニー）を形成する。9-11月に砂浜などに浅い窪みを掘り、1回に1-2個の卵を産む。抱卵期間は22-23日。

## 人間との関係
開発による生息地の破壊、人為的に移入されたノネコやネズミによる卵や雛の捕食などにより生息数は減少している。ニュージーランドでは1983年に4ペアしか確認されておらず、1994年に10ペアまで増加したものの絶滅寸前とされる。最大の生息地であるオーストラリアでも1996年における生息数は約4,000羽と推定されている。